# Лексінгтон (Техас)
Лексінгтон (англ. Lexington) — місто (англ. town) в США, в окрузі Лі штату Техас. Населення — 1217 осіб (2020).

## Географія
Лексінгтон розташований за координатами 30°24′53″ пн. ш. 97°0′34″ зх. д. / 30.41472° пн. ш. 97.00944° зх. д. (30.414790, -97.009362).  За даними Бюро перепису населення США в 2010 році місто мало площу 3,21 км², уся площа — суходіл.

## Демографія
Згідно з переписом 2010 року, у місті мешкало 1177 осіб у 464 домогосподарствах у складі 295 родин. Густота населення становила 366 осіб/км².  Було 541 помешкання (168/км²).
Расовий склад населення:
| - 84,8 % — білих - 12,1 % — чорних або афроамериканців - 0,5 % — корінних американців |

До двох чи більше рас належало 1,6 %. Частка іспаномовних становила 9,0 % від усіх жителів.
За віковим діапазоном населення розподілялося таким чином: 28,5 % — особи молодші 18 років, 57,3 % — особи у віці 18—64 років, 14,2 % — особи у віці 65 років та старші. Медіана віку мешканця становила 37,0 року. На 100 осіб жіночої статі у місті припадало 88,6 чоловіків;  на 100 жінок у віці від 18 років та старших — 88,6 чоловіків також старших 18 років.
Середній дохід на одне домашнє господарство  становив 58 042 долари США (медіана — 42 500), а середній дохід на одну сім'ю — 75 019 доларів (медіана — 60 000). За межею бідності перебувало 19,6 % осіб, у тому числі 12,5 % дітей у віці до 18 років та 13,8 % осіб у віці 65 років та старших.
Цивільне працевлаштоване населення становило 605 осіб. Основні галузі зайнятості: освіта, охорона здоров'я та соціальна допомога — 26,0 %, роздрібна торгівля — 13,1 %, виробництво — 12,9 %.